# Françoise d'Anjou-Mézières
Pour les autres membres de la famille, voir Famille d'Anjou-Mézières.
Françoise d'Anjou-Mézières est une femme noble, comtesse de Dammartin et dame de Courtenay.

## Biographie
Françoise d'Anjou-Mézières est la fille de René d'Anjou-Mézières, mort en 1521, baron de Mézières-en-Brenne et d'Antoinette de Chabannes, morte le 30 juin 1519, dame de Saint-Fargeau  et de la Puisaye, fille aînée et héritière de Jean de Chabannes, comte de Dammartin et seigneur de Saint-Fargeau et de Suzanne de Bourbon-Roussillon,,.
Françoise d'Anjou-Mézières est comtesse de Dammartin, et dame de Courtenay. Elle reçoit ces seigneuries par donation de sa tante Avoye de Chabannes— comtesse de Dammartin par héritage de son propre père Jean de Chabannes — quand elle se marie avec Philippe de Boulainvilliers en 1516.
Françoise d'Anjou-Mézières est mariée deux fois. Elle épouse le 6 octobre 1516 Philippe Ier de Boulainvilliers, seigneur de Boulainvilliers et de Fauquembergues, tué au siège de Péronne en 1537,,. Elle se remarie le 9 octobre ou le 9 novembre 1538 avec Jean III de Rambures, seigneur de Rambures, comte de Guînes, maître des eaux et forêts de Picardie, veuf d'Anne de La Marck,,,.
Françoise d'Anjou-Mézières et Philippe Ier de Boulainvilliers ont quatre enfants :
- Philippe[6] ;
- René[6] ;
- Perceval[6] ;
- Anne[6].

Françoise d'Anjou-Mézières et Jean de Rambures ont trois enfants :
- Oudard[7],[6] maître des eaux et forêts de Picardie, tué en 1552[7] ;
- Philippe[7],[6] maître des eaux et forêts de Picardie[7] ;
- Jean de Rambures[7],[6], seigneur de Rambures, comte de Dammartin[7].

Philippe, René, Perceval et Anne de Boulainvilliers vendent le comté de Dammartin à Anne de Montmorency tandis qu'Oudard, Philippe et Jean de Rambures le vendent à François de Guise. À l'issue d'un procès, les Montmorency gardent le comté de Dammartin.